# Церковь Южной Индии

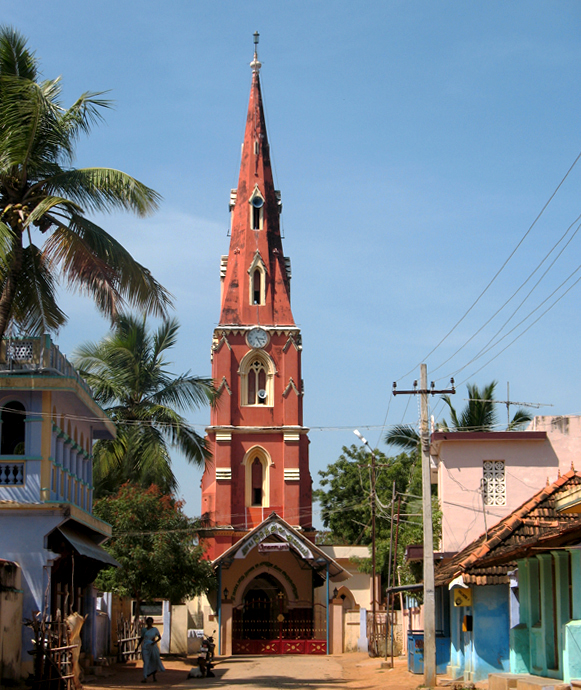
Собор Святой Троицы, Прагасапурам, Индия

Церковь Южной Индии (англ. Church of South India, CSI) — крупнейшая протестантская община на юге Индии, являющаяся правопреемницей Церкви Англии. Вместе с Церковью Пакистана, Церковью Северной Индии и Церковью Бангладеш входит в Англиканское сообщество и сообщество Евангелической объединённой церкви. Церковь Южной Индии распространяет свою юрисдикцию на территорию штатов Андхра-Прадеш, Карнатака, Керала, Тамилнад и территорию Шри-Ланки. Численность верующих Церкви Южной Индии составляет около 4 миллионов человек.

## История
Церковь Южной Индии была образована 27 сентября 1947 года после объединения Англиканской церкви и других протестантских общин, действовавших на юге страны. В объединении участвовали Союз объединённой церкви Южной Индии (объдинение конгрегациональных, пресвитерианских и реформатских общин), провинции Южной Индии, Пакистана, Бирмы и Цейлона Англиканской церкви и Методистской церкви Южной Индии. В 1990 году к Церкви Южной Индии присоединились некоторые баптистские и пятидесятнические общины.
Процесс объединения начался в 1919 году на конференции индийских протестантских общин в Транкебаре. Одним из лидеров этой конференции был первый индийский англиканский епископ Веданаягам Самуэль Азария (там.வேதநாயகம் சாமுவேல் அசரியா), который продолжил дальнейшую работу по объединению протестантских общин в единую церковь.
После своего образования Церковь Южной Индии объединяла в своих рядах протестантские общины четырёх разных традиций (англиканство, методизм, пресвитерианство и конгрегациональная система) епископального и конгрегационального направлений.
В настоящее время в Церкви Южной Индии действуют 22 епархии. Церковь управляется Синодом, который собирается в Ченнаи каждые два года. Во главе Синода находится избираемый председательствующий епископ.
Общины Церкви Южной Индии действуют также в различных странах мира.

## Учение
Церковь Южной Индии придерживается англиканского вероучения и признаёт исторический епископат в своей институциональной структуре.